# Awaken (groupe)
Pour les articles homonymes, voir Awaken.
Cette page contient des caractères spéciaux ou non latins. S’ils s’affichent mal (▯, ?, etc.), consultez la page d’aide Unicode.
Awaken est un groupe belge de rock, ayant sorti deux albums et de nombreuses chansons en ligne depuis ses débuts en 1988. Très éloigné de la nouvelle scène belge représentée par dEUS, Eté 67, ou Girls in Hawaii, Awaken reçoit plus d'intérêt du côté asiatique (Vietnam et Japon) grâce à leur chanson et légende vietnamienne "Chú Mèo Ngủ Quên" et au mini-album "別府NIGHTS" (BEPPU NIGHTS) en partie composé à Beppu, Japon (préfecture d'Oita, 大分県, ôitaken). 
Plus récemment, une reprise de la chanson enfantine "Rửa Mặt Như Mèo" a commencé à circuler sur internet, malgré l'absence de sortie officielle. 
Depuis 2005, AWAKEN collabore au label indépendant japonais It's Oh! Music, basé à Miyazaki city.

## Le nom
Bien qu'également un hommage à une chanson de Yes, le nom AWAKEN se traduit en fait par "Une question de bulles" : 
- 泡件 en japonais (awaken) et chinois (pàojiàn)
- アワケン (awaken) en japonais
- "Trường Hợp Bong Bóng" en vietnamien

## Répertoire (Compos et reprises)
En plus des compositions originales, et comme Manfred Mann ou Vanilla Fudge en leur temps, AWAKEN est connu pour des adaptations personnalisées de chansons de Dick Annegarn, Tony Banks, Bee Gees, David Bowie, Georges Brassens, Captain Beyond, Cerrone, Alain Chamfort, Cold Chisel, Peter Criss, Deep Purple, Depeche Mode, Earth Wind & Fire, Fish, Matthew Fisher, Genesis, Gillan/Glover, Philip Glass, Michael Jackson, Jackson 5, Jacksons, Quincy Jones, Patrick Juvet, Kiss, Renaud Lhoest, Jon Lord, Paul McCartney, Manfred Mann's Earth Band, Metallica, Rufus, Frank Sinatra, Sparks, Al Stewart, Donna Summer, Supremes, Tangerine Dream, Toto, Uriah Heep, Vanilla Fudge, Neil Young.

## Genre
Difficile à définir, la musique d'Awaken se situerait entre Rainbow, Genesis, Giorgio Moroder, David Bowie, Joy Division, Philip Glass, Buggles et la pop asiatique.

## Musiciens
Malgré quelques timides tentatives, AWAKEN a toujours été plus un projet musical qu'un groupe stable.
Musiciens et invités (présent): 
- Irène Csordas: chant
- Hakim Rahmouni: guitare
- Nicolas Leroy: guitare basse
- Trustno1: synthétiseur
- Jean-Paul Hupé: programmation de synthétiseur
- Trịnh Thanh Duyên : chant
- PatLap : chant et guitare
- Paul G :  guitare et chant
- Sébastien Bournier: voix et batterie
- 日向逸夫先生: programmation
- トゥイちゃん: voix et effets spéciaux
- Gilles Snowcat (雪猫ジル): synthétiseurs, orgue, programmation, guitare, basse, percussions, flûte, chant

Musiciens et invités (passé) : 
- Ced Mattys : basse
- Fabien Remblier : chant et basse
- Zoé de York, Cedric Hamelrijck, Mike Wolf et Yves Larivierre : guitare
- Karo VR : guitare et chant
- 小西順子さん, Ptit Bout, Julie Absil, Lionel Meessen, Amy Kay, Jenny Quinn, Gautier Elocman, Joëlle Yana, Ambre et Bridge : chant
- Gina Mainardi, 猪瀬悠理さん, みゆさん, 五味田敬子さん, 福地麗さん, 森紀和子さん, Sophie de York, Evelyne, Anna-Maria et Orely : voix
- Floris VDV, Laetitia VDV et Carla : voix parlée
- Socre : rap
- Greg Revel : programmation
- Hervé Gilles : claviers
- Aurélia Thirion : claviers et voix
- Vincent Trouble : accordéon
- Philippe Tasquin : violon
- Elke P : batterie
- Pol X : guitare, batterie et boîte à rythmes

## Collaboration
Bien qu'indépendant, Awaken collabore avec le label Japonais It's Oh! Music.

## Discographie

### web-album (EP et LP)
- Moko-Moko Collection (『モコモコ・コレクション』) (02/2012, Gilles Snowcat solo, LP)[2]
- This Mouth... (nhạc cho Em Mèo) (11/2008, Gilles Snowcat solo, EP)
- Beppu Nights (別府NIGHTS) (12/2006, EP)

### albums
- Tales Of Acid Ice Cream (1/1996)
- Party In Lyceum's Toilets (2/2001)

### web-singles (liste non exhaustive)
- Neons Of Lyceum's Toilets (12/2001)
- One Wild War (2/2002)
- Seaside Casino Romance (4/2002)
- Sunset On Your Secrets (4/2002)
- Summer Clouds Hotel (4/2002)
- 山葵ＫＩＳＳ (Wasabi Kiss) (2/2003)
- 五本木の星 (Gohongi No Hoshi) (10/2003)
- ＤＲＵＮＫＥＮ熊 (Drunken Kuma) (3/2004)
- Chú Mèo Ngủ Quên (3/2005)
- As A Start : Cà Phê & Pizza (7/2006)
- Áo Dài Màu Hồng / Xúp Sô-Cô-La (12/2007)
- I Know Time Is Passing By... / 別府NIGHTS -disco take- (02/2008)
- Riding The Yellow Line Gives Vibrations (07/2008)
- The Blue Hanger (pink disco yellow mix) / Don't Worry Em Mèo (on the pops) / Riding The Yellow Line Gives Vibrations (still shaking mix) (06/2009)
- My Last Evening In 大分 / Chase Around 大分駅 (10/2009)
- How Many L Were In Your Name? / My Last Evening In 大分 (Awaken version) / How Many L Were In Your Name? (hi-NRG mix)
- 柳ヶ浦 (satin caress of the 猫 mix) / Chase Around 大分駅 (warm hypno 猫 mix)

### cassettes
- Numb (1993)
- Phase 2 : Scrappy (1993)
- Zéro Sur Dix, Encore Raté ! (Gilles Snowcat solo, 1994)
- Awaken 3 : Blurp ! (1995)

### raretés (liste non exhaustive)
- Polygonal Mirror (1988)
- Sandrine (1988)
- Interlude 6 (1988)
- Memories Of A Teenage Cat (version studio originale) (1989)
- Misty Conclusion (version live en studio, Beppu, Japon) (2007)